# Дрегенешть (Голешть, Вилча)
Дрегенешть, Дрегенешті (рум. Drăgănești) — село у повіті Вилча в Румунії. Входить до складу комуни Голешть.
Село розташоване на відстані 149 км на північний захід від Бухареста, 10 км на північний схід від Римніку-Вилчі, 106 км на північний схід від Крайови, 103 км на південний захід від Брашова.

## Населення
За даними перепису населення 2002 року у селі проживали 237 осіб, усі — румуни. Усі жителі села рідною мовою назвали румунську.